# Afghan Air Force
L'Afghan Air Force  fu la designazione internazionale in lingua inglese assunta dall'aeronautica militare del Regno dell'Afghanistan dal 1937 al 1947.

## Storia
Dopo le vicende del 1928 che portarono alla scomparsa dell'Emirato dell'Afghanistan in favore della fondazione del Regno, la componente aerea afghana era praticamente inesistente fino al 1937. Dal 1937 iniziò una timida ricostituzione dell'apparato aeronautico, che comunque rimase molto limitato nel quantitativo. Così, dalla fine degli anni trenta fino al termine della seconda guerra mondiale, impiegò alcuni Hawker Hind britannici (l'ultimo venne definitivamente messo a terra nel 1957) e alcuni IMAM Ro.37 italiani.